# Arrampicata indoor

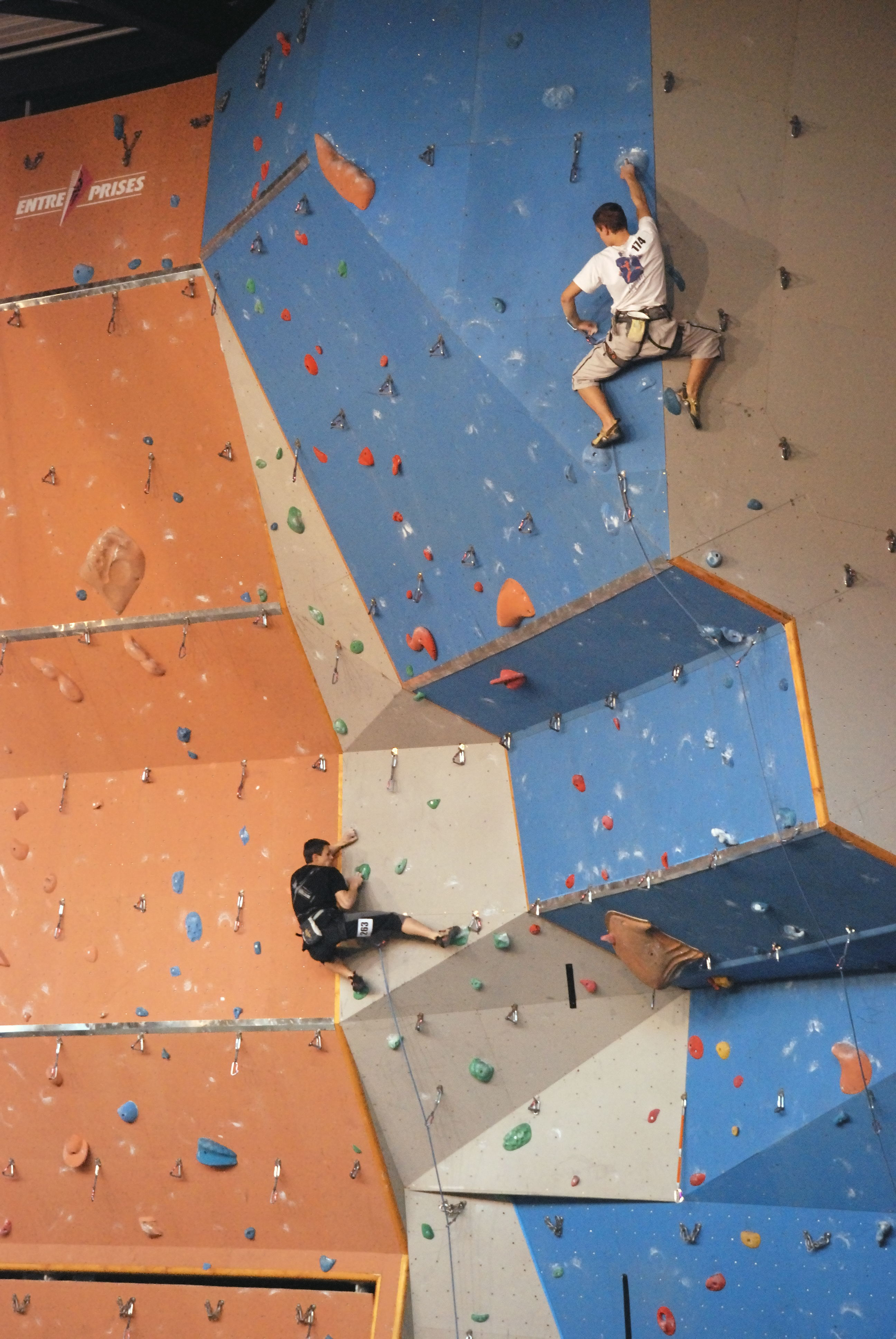
Scalata indoor: Jean-Christophe Lafaille a Voiron (Francia)

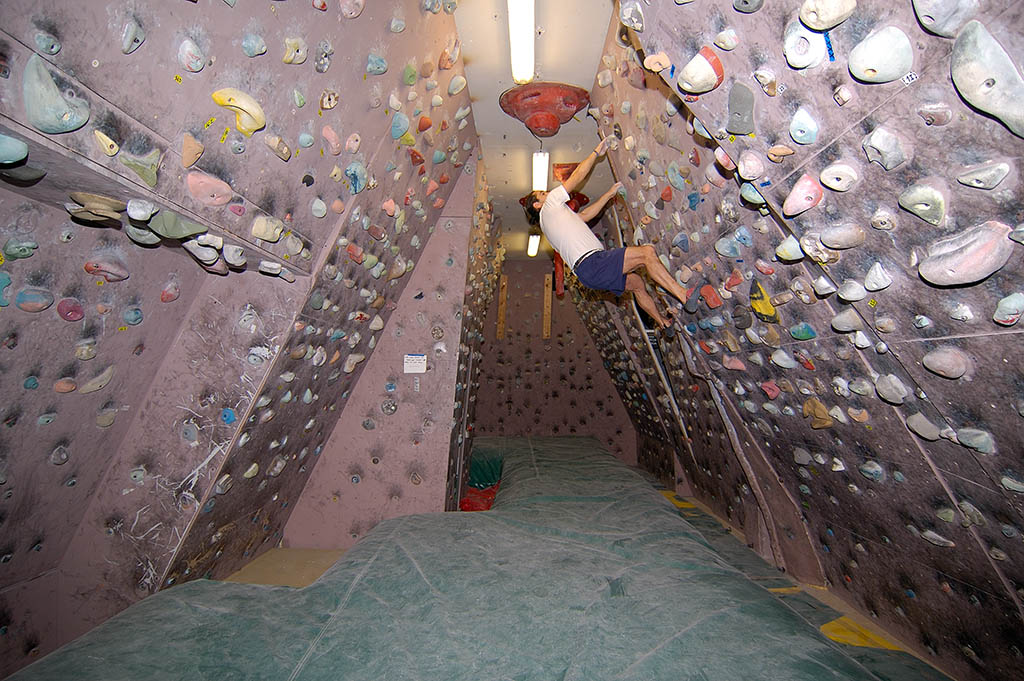
Pannelli artificiali in un rocciodromo

L'arrampicata indoor è un tipo di arrampicata che si svolge in luoghi chiusi su strutture artificiali che tentano di riprodurre le sensazioni dell'arrampicata sulla roccia vera, ma in un ambiente più controllato. L'arrampicata indoor è utilizzata sia da coloro che si allenano durante la settimana o nelle giornate di brutto tempo per le uscite su roccia sia da coloro che semplicemente vogliono praticare uno sport per tenersi in forma. L'arrampicata indoor è inoltre il luogo dove si disputano le competizioni di arrampicata.

## Gli impianti
Le strutture indoor (per l'allenamento e la didattica) vengono spesso chiamate palestre d'arrampicata. In Europa la costruzione delle palestre è regolata dalla normativa UNI EN 12572 che garantisce la sicurezza degli utenti. I rocciodromi possono essere di due tipi:
- A struttura metallica ricoperta di fibra. Sono ritenuti i migliori in quanto imitano meglio la roccia naturale. Gli appigli possono essere spostati grazie al fissaggio tramite bulloni. La copertura (chiamata pannello) di solito è in fibra di vetro ed è ricoperta da una vernice grezza speciale per migliorare la presa.
- A struttura in metallo e legno. Si tratta del tipo più diffuso. Il legno è generalmente laminato. È sconsigliato l'uso di truciolato in quanto meno resistente. In alcuni casi il legno è trattato con resine per ottenere una superficie con miglior aderenza.

## La tecnica
Le strutture artificiali sono in genere costituite da "prese" e incavi che simulano gli appigli e le concavità della roccia. Gli appigli artificiali, le "prese" appunto, vengono fissati con bulloni alla parete o a pannelli artificiali. Essi sono costituiti di resina (o altro tipo di plastica) che viene plasmata nelle forme e nelle grandezze più svariate: tondeggianti, lineari, svasate, incave, monodito, bidito, ecc.
Le pareti della palestra indoor, inoltre, possono simulare la pendenza delle pareti di roccia, risultando così più o meno inclinate o più o meno strapiombanti. Le prese possono distinguersi anche per colore o per peculiari segni di riconoscimento così da creare, sulla parete, dei "percorsi" riconoscibili che l'arrampicatore possa poi seguire.
Le moderne palestre di arrampicata sono inoltre dotate di attrezzi e strumenti di allenamento atti a migliorare le caratteristiche fisico atletiche dell'arrampicatore: l'allenamento, infatti, è parte vitale di questo sport. Uno degli strumenti peculiari dell'arrampicata, per esempio, è il cosiddetto pan güllich: una tavola che, costellata da liste di legno, tutte tra loro parallele, resta a una certa altezza da terra. Essa permette all'arrampicatore, tramite sospensione e trazioni (effettuate con le sole dita) sulle listelle, di esercitare il coordinamento motorio, di sviluppare forza e resistenza nei muscoli delle braccia, di allenare (piuttosto intensamente e, quindi, anche pericolosamente) i tendini delle dita.